# Automatonofobia
La Automatonofobia es el miedo de todo lo que falsamente representa un ser sensible. Esto incluye pero no se limita a muñecos de ventrílocuo, criaturas animatrónicas, maniquíes y estatuas de cera. Este miedo puede manifestarse de muchas maneras. Una fobia similar es la Pupafobia, el miedo a los títeres.

## Causas
Las causas de la Automatonofobia son actualmente desconocidas, aunque se ha teorizado que el temor se deriva de los miembros de las expectativas de una sociedad para la forma en que otros seres humanos deben comportarse. Algunos miedos pueden ser impulsadas por la exposición a las representaciones agresivas o atemorizantes de objetos robóticos o inanimados. Los objetos inanimados asociados con Automatonofobia representan seres humanos, la mayoría están retratados con gran realismo. La gente espera que el mismo tipo de comportamiento el uno del otro. Estos objetos inanimados, aunque retrata mucho a los humanos, no se comportan exactamente igual que los seres humanos reales. La gente a menudo temen lo que no entienden. Se ha planteado la hipótesis de que el cerebro podría percibir el autómata como algo peligroso o aterrador, como un cadáver o una persona desfigurada/enferma, e instar a la víctima a ser rechazado por ella. Muñecos del ventrílocuo, criaturas animatrónicas y estatuas de cera de todos encajan en esta teoría, pero no se comportan necesariamente en como la vida como una moda como seres humanos. John T. Wood en su libro ¿A qué le tienes miedo?: Una guía para hacer frente a sus miedos, dice que la causa de las fobias son una cosa difícil generalizar acerca de porque ...los miedos de cada persona son su propia y la primavera de su personalidad y una experiencia única.
El concepto del valle inquietante también viene a la mente mientras la persona sufre de Automatonofobia. Esta hipótesis establece que cuando las características de los autómatas son muy realistas, pero todavía no totalmente convincente, provoca una respuesta de rechazo o incluso miedo. Estas son sólo teorías o hipótesis, sin embargo, conclusiones indiscutibles aún no se han hecho.

## Síntomas
Wood en su libro describe las personas que sufren de fobias como experimentar muchas reacciones diferentes.

La persona fóbica puede experimentar palpitaciones, dificultad para respirar, respiración rápida, o sensación de ahogo, náuseas, vómitos o diarrea, temblores, estremeciéndose, sudoración, mareos, insomnio y/o aumento de la sensibilidad a los sonidos y luces.

## En la cultura popular
- Han existido juegos que representan la automatonofobia como Five Nights at Freddy's y Kraven Manor.
- La película La casa de cera es un ejemplo que involucra sobre la automatofobia.
- La serie de televisión Doctor Who, representan mostrando estatuas llamadas Weeping Angels que atacan cuando la víctima parpadea.